# Žalost
Žálost je eno od osnovnih čustev, ki ga Oatley in Jenkins definirata kot nasprotje veselja. Alessandri idr. že dojenčkov in malčkov odziv na bolečino, oviranje ali ločitev od osebe, na katero se navežeta, razumeta tudi kot izraz žalosti. Milivojević pravi, da odrasle osebe žalost občutijo, ko se jim zdi, da so nekaj neupravičeno izgubile. Stopnja žalosti je odvisna od tega, kako navezani smo bili na objekt, ki smo ga izgubili. Tako je čustvo intenzivnejše, če je navezanost, pomembnost objekta večja, večji pa je tudi občutek izgube. Žalost je v večini primerov usmerjena v preteklost, lahko pa je usmerjena tudi v sedanjost ali prihodnost. Žalostna oseba želi pritegniti našo pozornost, saj si želi sočutja.
Veliko razlik v doživljanju žalosti imamo na primer med moškimi in ženskami ter tudi glede na starost. Različno stare osebe tudi različno doživljajo žalost. Tako lahko nekdo skoraj nikoli ne občuti žalosti, drug pa se zjoče le ob poslušanju žalostne glasbe. Žalost je v večini primerov usmerjena v preteklost, žalostni postanemo, ko pomislimo in podoživljamo nek pretekel dogodek, ki nas je prizadel. Je pa lahko žalost usmerjena tudi v sedanjost in prihodnost. Žalostna oseba hoče pritegniti pozornost drugih, želi si sočutja, saj veliko krat ne vidi nobene mogoče tolažbe za svojo situacijo. Žalost ima več oblik, in tudi upliva na različne aspekte našega življenja.

## Žalost in glasba
Ob poslušanju določene glasbe posameznik doživlja različne emocije. Kako bo glasba učinkovala na posameznika je odvisno od več spremenljivk, kot so osebnostne značilnosti poslušalca, zvrst glasbe, izkušnje in spomini poslušalca, psihično stanje poslušalca v času poslušanja glasbe, dejavniki iz okolja, ki vplivajo na posameznika, med poslušanjem itd. Tako so se nekateri raziskovalci osredotočili na to kako žalostna glasba vpliva doživljanje čustev, in s pomočjo poizkusa ugotovili, da je pri doživljanju žalosti ob poslušanju glasbe, pomembna sama žalostna glasba, ki lahko, kljub temu, da je nepoznana izzove žalost. Nepoznana žalostna glasba, na občutenje žalosti močneje vpliva pri bolj empatičnih ljudeh. Najbolj pomemben pri doživljanju žalosti pa je človekov spomin, saj je bila glasba, ki so si jo osebe v raziskavi izbrale same in jim je bila zato bolj pomembna, saj jih je spominjala na pretekle dogodke, bolj učinkovita pri vzbujanju žalosti, kot nepoznana. Čustveno stanje oseb, ki so glasbo izbrale same, je bilo na koncu poizkusa slabše v primerjavi z drugimi, ki so poslušalo katerokoli glasbo, ki so jim jo izbrali drugi.
V raziskavi so se raziskovalci spraševali: »Ali lahko glasba povzroči žalost?«  Končni rezultati so pokazali, da žalostna glasba lahko pri posamezniku povzroči žalost. Vendar je vpliv odvisen od glasbe same – kakšen odnos ima posameznik do nje – ter od osebnostnih lastnosti posameznika. Najpomembnejše odkritje raziskave je, da ima lahko tudi glasba, ki je posameznik ne pozna in nima nikakršne povezave z npr. avtobiografskim dogodkom, vpliv na doživljanje žalosti. Med pomembnejše dejavnike sta sodili še gobalna empatija in odprtost. Bolj odprti ljudje z večjo zmožnostjo globalne empatije naj bi ob žalostni glasbi bolj uživali. Pri glasbi, ki so si jo posamezniki sami izbrali, je imel na doživljanje žalosti velik vpliv priklic lastnih spominov, ki so bili povezani z glasbo.
Na temo povezave med glasbo in čustvi je bilo izvedenih veliko raziskav, med njimi tudi precej takih, ki so želele raziskati, kdaj, kako in kakšna glasba pri posamezniku sproži občutek žalosti.
Raziskave so se predvsem osredotočile na vprašanji, kako lahko hitrost nekega glasbenega vzorca in način (durova lestvica, ki zveni trše in molova lestvica, ki zveni mehkejše, bolj otožno; (angl. major in minor mode) vplivata na to, ali bo posameznik on poslušanju doživljal žalost. Ugotovili so, da žalost običajno izzove počasna glasba, zapisana v molovi lestvici, redkeje pa posameznik občuti žalost ob poslušanju žive, hitre glasbe, ki temelji na durovem načinu zapisa. Tempo, torej hitrost glasbenega vzorca, močneje vpliva na doživljanje čustev kot lestvica, v kateri je glasba napisana. Skladbe v počasnem ritmu, ki so zapisane v duru, so bile ocenjene za bolj žalostne kot skladbe v hitrem ritmu in molovi lestvici.

## Vpliv glasbe na občutenje žalosti
Raziskovalci so ugotovili, da žalostna glasba povzroča žalostne emocije in ima hkrati učinke na posameznikov spomin in sodbe. Pokazalo se je, da zmore žalostna nepoznana glasba vzbuditi pristno žalost, vendar emocije niso tako močne kot pri poznani glasbi. Ugotovili so tudi, da so odlomki, ki so zveneli žalostno, torej so bili nižjega tona in počasnejšega tempa, vzbudili žalostne občutke pri poslušalcih. Rezultati so pokazali, da so bili odzivi dojemanja (ali se jim je glasba zdela žalostna) večji od čustvenih odzivov (ali je glasba v njih vzbudila žalost), vendar so bili čustveni odzivi in dojemanja v povezanosti. A čustveni odzivi in dojemanje niso vedno v povezanosti, saj lahko na primer zaznavanje vesele pesmi povzroči žalost, če pesem asociira na žalosten dogodek. Ali bo glasba negativno vplivala na posameznika, je odvisno tudi od njegovega dojemanja glasbe in počutja ter utrujenosti pred oz. med poslušanjem. Raziskovalci so tudi s slikanjem možganov ugotovili, da žalostna glasba vpliva na občutenje žalosti. Videli so, da se med poslušanjem žalostne glasbe aktivira regija v možganih, ki ima pomembno vlogo procesiranja negativnih emocij. Dokazali so tudi, da je žalost, ki se pojavi zaradi žalostne glasbe manj intenzivna in kratkotrajnejša kot žalost, ki se pojavi iz drugih razlogov.

#### Vpliv glasbe, umetnosti in ustvarjanja na občutje žalosti
Umetnost ima sposobnost tako izražanja emocij, kot tudi sprožitve emocionalnih odzivov v posamezniku. Znanstveno-raziskovalnim člankom v nadaljevanju, je skupna prav ta tema.
Prvi članek avtorjev Jonna K. Vuoskoski in Tuomasa Eerola ima naslov »Ali te žalostna glasba res naredi žalostnega?«. Rezultati so pokazali, da poslušanje žalostne glasbe dejansko sproži žalostna občutja v človeku. Vendar je učinek odvisen od dimenzije posameznikove osebne povezanosti z določeno glasbo in njene ustreznosti za poslušalca. Najbolj omembe vredno je dejstvo, ki ga prikazujejo na novo pridobljeni rezultati te raziskave, da je žalost lahko sprožena s poslušanjem neznane žalostne glasbe brez kakršnekoli avtobiografske povezave z vsebino. Tudi sočutje močno prispeva k dovzetnosti za žalost, sproženo z neznano žalostno glasbo.
Naslov drugega članka avtoric Jennifer E. Drake in Ellen Winner je »Soočanje z žalostjo skozi ustvarjanje«. Preučevali sta dve smeri, kako ustvarjanje lahko vpliva na žalostno razpoloženje, kot izražanje negativnih občutkov in kot distraktor in izvedli dve študiji. Rezultati prve študije so pokazali, da je uporaba ustvarjanja kot distraktor bolj koristna na kratki rok kot uporaba ustvarjanja za izražanje negativnega razpoloženja. Risanje kot distraktor, je kratkoročna razpoloženje regulirajoča strategija, ki jo lahko uporabimo kjerkoli in kadarkoli. Raziskovalki sta tudi zaključili, da ustvarjanje pomaga izboljšati negativno razpoloženje, ki je bilo bodisi povzročeno z opazovanjem žalostnih stvari in dogajanj bodisi s priklicem osebnih žalostnih situacij. Kar je terapevtskega pri ustvarjanju kot tehniki za izboljšanje razpoloženja je to, da ta dejavnost preusmeri posameznikove misli in ga odvrne od premišljevanja in razglabljanja o žalostnih stvareh.
V raziskavi so raziskovali, kako se lahko spoprijemamo z žalostjo preko umetnosti. Drake, in Winner sta želeli ugotoviti, ali je risanje bolj učinkovito pri premagovanju negativnega razpoloženja, če se nanaša direktno na predmet žalosti, ali če se med risanjem osredotočimo na nekaj, kar nima nikakršne povezave z le-tem. Izkazalo se je, da se je negativno razpoloženje bistveno izboljšalo pri udeležencih, ki so risali hišo, torej so se zamotili, počeli so nekaj, kar ni bilo v povezavi s posnetkom. Rezultati tako potrjujejo izsledke iz starejših raziskav.
Naslov tretjega članka je »Občutenje in zaznavanje veselja in žalosti, povzročenih z glasbo«. Avtorji Patrick G. Hunter, E. Glenn Schellenberg in Ulrich Schimmack so preučevali razlike med poslušalčevimi dojemanji emocij ob poslušanju tridesetih odsekov glasbe, in njegovimi emocionalnimi odzivi na te iste odseke. Rezultati so pokazali, da so bile ocene občutenja in zaznavanja povezane, niso pa bile identične. Zaznavne ocene so bile višje od občutnih. Zaznave veselja in žalosti so bile višje od občutij veselja in žalosti. Poslušalčeve emocije, kot odziv na glasbo, so vzporedne z njihovim zaznavanjem emocij, povzročenih z glasbo; emocionalni odzivi so relativno šibki v primerjavi z zaznavami; čustveni odzivi so posredovani od poslušalčevih zaznav; glasba lahko izzove mešane občutke in zaznave; spremembe v tempu in metodi povzročajo te posledice. Ne gre pa zanemariti dejstva, da so asociacije med občutki in zaznavnimi odzivi na glasbo nedvomno povzročene z notranjimi faktorji, osebnimi karakteristikami (glasbene preference, osebnostne razlike,..) kontekstualnimi faktorji (npr. biti v družbi prijateljev, ki poslušajo težko metalno glasbo), interakcijami med temi spremenljivkami, karakteristikami glasbenega odseka, tempom in načinom izvajanja glasbe (orkestralna glasba, višina note,…).
Ai Kawakami, Kiyoshi Furukawa, Kentaro Katahira in Kazuo Okanoya so avtorji članka z naslovom »Žalostna glasba inducira prijetna čustva«. Namen njihove raziskave je bil bolje razumeti doživljanje žalosti ob poslušanju glasbe in povezavo med tem, kako zaznavajo skladbo (kot žalostno ali veselo) in kakšna čustva doživljajo ob tem. Običajno je čustvo, ki bi ga naj skladba izražala enako občutenemu. Za preizkus so izbrali 3 skladbe. Pri izboru so se skušali izgoniti poznanim skladbam, saj bi jih udeleženci lahko prepoznali in povezali z osebnimi spomini. To bi lahko vplivalo na njihovo doživljanje skladbe in posledično rezultate. Vsaka izbrana skladba je bila v molovi lestvici, ki je žalostna, in v durovi, katero bi naj povezovali z veseljem. Za opisovanje občutkov ob skladbah, so uporabili 62 besed in besednih zvez, ki opisujejo čustva. Prišli so do zaključka, da so se udeležencem skladbe sicer zdele tragične in žalostne, vendar so sami ob tem občutili druga čustva, skladbe so se jim zdele romantične. Vzrok za to je bila morda tudi izbira skladb, saj jih udeleženci niso mogli povezati z osebnimi izkušnjami.
Raziskovalci so torej ugotovili, da žalostna glasba povzroča žalostna občutja. Pokazalo se je, da zmore žalostna nepoznana glasba vzbuditi pristno žalost, vendar emocije niso tako močne kot pri poznani glasbi. Ugotovili so tudi, da so odlomki, ki so zveneli žalostno, bili počasnejšega tempa, vzbudili žalostne občutke pri poslušalcih in da so bili odzivi dojemanja (ali se jim je glasba zdela žalostna) večji od čustvenih odzivov (ali je glasba v njih vzbudila žalost), vendar so bili čustveni odzivi in dojemanja povezani. Raziskovalki druge predstavljene raziskave sta tudi zaključili, da ustvarjanje pomaga izboljšati negativno razpoloženje, ki je bilo bodisi povzročeno z opazovanjem žalostnih stvari in dogajanj bodisi s priklicem osebnih žalostnih situacij. Kot vsi laboratorijski eksperimenti, imajo tudi te tri raziskave določene pomanjkljivosti oziroma slabosti, saj niso bile izvedene v naravnem okolju posameznika. Rezultati teh raziskav so pomembni in lahko služijo v terapevtske namene, saj so dokazali da glasba in ustvarjanje pozitivno vplivata na človekovo počutje in izboljšanje razpoloženja. Na vsakršno umetnost pa imajo velik vpliv osebne izkušnje in dogodki, ki so zaznamovali posameznikovo osebnost. Tako je večja verjetnost, da bomo žalost občutili ob spominu na žalostne dogodke iz naše preteklosti. V tem primeru ljudje bolj čustvujejo, kot takrat, kadar se nek žalosten dogodek ne povezuje z njimi osebno. Prav tako pa nas določena dela lahko spomnijo na naše izkušnje in izzovejo žalost.

## Doživljanje žalosti glede na starost
Raziskovalca Rhoda Glasberg iz Clarke Isnstitute of psysciatry in Frances Aboud iz McGill University sta v svoji raziskavi izvedla dva eksperimenta pri skupini otrok med 4. in 8. letom starosti. V prvem eksperimentu sta ugotavljala kako otroci poročajo o svojih izkušnjah z žalostjo in kakšne razloge najpogosteje navedejo. Na podlagi odgovorov otrok sta ugotovila, da imajo starejši otroci, 7-letniki več izkušenj z žalostjo in navajajo več razlogov. Razumejo, da žalost ne povzroča zgolj fizična bolečina, temveč tudi bolečina, ki ti jo lahko kdo zada z besedami.
Pri drugem eksperimentu sta preverjala, ali otroci žalost prepoznajo kot stalen in trajen del njihove osebnosti. Ugotovila sta, da starejši otroci, torej 7.letniki, čustvo žalosti dojemajo močneje kot mlajši in jo razumejo tudi kot stalen in trajen del njihove osebnosti.
Kako žalost doživljajo ljudje v obdobju odraslosti in starosti so v svoji raziskavi raziskovali Benjamin H. Seider, Michelle N. Shiota, Patrick Whalen, in Robert W. Levenson. Sodelovalo je 222 udeležencev različnih starosti (med 20. in 69. letom), ki so jih razdelili v tri starostne skupine. S pomočjo žalostnih filmov, ki so jih predvajali so ugotavljali, kdo doživlja višjo emocionalnost. Na podlagi zapisov o izkušnjah z žalostjo, ki so jih podali udeleženci in na podlagi izmerjenih fizioloških sprememb na udeležencih, so zaključili, da je višja stopnja doživljanja žalosti bila opažena pri starejših. Zapisali so več izkušenj, višje rezultate pa so imeli tudi na fiziološkem delu, pri merjenju krvnega tlaka.
Podobno raziskavo s pomočjo filmskih prizorov sta izvedla tudi Uta Kunzmann in Daniel Gruhn. Tematika v filmu je bila izguba bližnjega. Raziskovalca sta tako preverjala, kako stopnjo žalosti osebe različnih starosti (posamezniki iz zgodnje odraslosti in posamezniki obdobja pozne odraslosti) doživljajo pri takih filmih. Rezultati so ponovno pokazali, da je višja stopnja bila opažena pri starejših osebah, kar je najverjetneje posledica več izkušenj z žalostjo in podbnimi dogodki pri starejših osebah.

## Doživljanje žalosti pri otrocih
Na področju otroškega prepoznavanja in dojemanja čustev je bilo opravljenih že vrsto raziskav. Oatley in Jenkins (2002) sta ugotovila, da so dojenčki verjetno že v prvih mesecih po rojstvu sposobni prepoznati vsaj tista čustva, ki so pomembna za zadovoljevanje njihovih potreb in odnose z drugimi ljudmi. Zato naj bi že kmalu po rojstvu prepoznali različne oblike čustev svoji skrbnikov – npr. glede na barvo njihovega glasu -, čustev neznanih oseb pa ne prepoznajo, saj le-ta zanje niso pomembna. Gneep (1983) je za žalost trdil, da otroci celo do 6 let in pol niso sposobni prepoznati situacij, ki naj bi jo povzročile. Druge raziskave kažejo, da je v povprečju žalost manjkrat in manj popolno izražena kot veselje.
Linde G. Levine (1995) je v svoji raziskavi med drugim raziskovala, kako otroci razumejo vzroke za nastanek žalosti in kako jih razlikujejo od vzrokov za jezo. Ugotovila je, da otroci ločijo med jezo in žalostjo na podlagi tega, ali je ponoven doseg cilja mogoč ali ne - opazovani otroci so večkrat sklepali na žalost, ko se je zdelo nemogoče ponovno priti do cilja. Pri žalosti so namesto opisovanja vzrokov za negativen izid večkrat navajali nadaljnje izgube, ki se še lahko zgodijo kot posledica že obstoječega poraza, zato so sklepali, da so morda izbirali žalost bolj pogosto, ker so tako v primeru žalosti kot jeze predvideli nadaljnje izgube in zato sklepali na žalost.
Raziskava je prispevala tudi k razumevanju, da so miselni pristopi zelo pomembni tudi, ko preučujemo čustva, saj so otroci v tej študiji pogosto iste dogodke interpretirali drugače in glede na to tudi ocenili, ali bo protagonist občutil žalost ali jezo.
Avtorji (2005) so v svoji raziskavi ugotovili, da je žalost bolj poudarjena pri neistitucionaliziranih otrocih, kar je lahko posledica zanemarjanja žalosti pri institucionaliziranih otrocih in mišljenja, da je žalost nezaželeno čustvo.
Norveška avtorja Marianne Skogstrøm Endrerud in Arne Vikan (2007) sta v svojih študijah ugotavljala najpogosteje uporabljene strategije uravnavanja čustev pri otrocih. Najpogostejši odgovori so bili povezani 1) s socialno interakcijo – biti z nekom, vprašati za pomoč, iti do nekoga; 2) z aktivnostmi, s katerimi se zamotiš – greš se igrat, greš delat nekaj drugega; 3) kognitivnimi tehnikami – postani vesel, ne jemlji vsega preveč resno, misli na nekaj veselega, na nekaj drugega; 4) spremembami okolja – otroci so predlagali da naj nekaj spremenijo, npr. dajo komu ˝čudežni objem˝, kupijo novo žogo,… nekaterih odgovorov ni bilo mogoče razvrstiti v nobeno smiselno kategorijo, med njimi tudi odgovore kot ˝ne vem˝.
Glavne razlike med mlajšimi in starejšimi otroki so bile pri izvajanju aktivnosti za odvrnitev misli od negativnega čustva, petletniki so to tehniko uporabljali precej manj kot starejši. Glede na spol so se odgovori razlikovali predvsem pri uporabljanju kognitivnih tehnik, kjer so deklice ta način uporabljale veliko manj kot dečki. Pri deklicah se je višji odstotek pojavil pri socialni interakciji in distrakcijskih aktivnostih, dajale so tudi manj nefunkcionalnih odgovorov.
Zanimivo je, da se pri starejših otrocih ob izražanju žalosti pokažejo vse enote (dvig notranjega dela obrvi, navzdol ukrivljene ustnice, spuščenost obrvi, dvig brade), pri mlajših pa je izpuščen element dviga notranjega dela obrvi.
Mayumi Adachi in Sandra E. Trehub (2011) sta raziskovali, kako si otroci predstavljajo vesele in žalostne situacije. Otroke, stare 4 in 5 let so prosili, da ustvarijo veselo ali žalostno pesem. V pomoč so dobili sliko veselega oz. žalostnega zajčka in jih nato prosili, naj ustvarijo pesmico, ki bo zvenela tako, kot se počuti zajček na sliki.
Melodije žalostnih pesmi so imele manjši razpon obseg tonov kot vesele in so bile bolj enolične. V besedilih so otroci največkrat uporabili besede žalosten, strašen, osamljen, sam, slab, jezen, sovraštvo, razočaran, jok, oprosti in ločen. Za opis dogodkov v zajčkovem življenju so govorili o tem, da so zajčka ustrahovali oz. nad njim izvajali nasilje (ang. bully) in da se ni mogel igrati s svojimi prijatelji. Več kot polovica otrok je govorila o nekem želenem dejanju, ki je bilo zajčku preprečeno. Pogosto so vključevali tudi besedne zveze kot so brez prijateljev, brez družine. Eden otrok je na primer zapel: ˝… nimam prijateljev, zato sem osamljen…˝, drugi ˝… ne more najti svoje mame ali očka ali brata ali sestre…˝.
Tudi v japonskem eksperimentu so otroci situacijo opisovali z negativnimi besedami, čeprav v manjši meri. Rezultati kažejo predvsem na to, kaj za otroke pomeni žalost v tej starosti. Odrasle osebe bi pri podobni nalogi verjetno prej vključile teme kot so smrt, izguba ljubljene osebe ipd. Pri otrocih pa gre predvsem za odsotnost stvari ali oseb, ki jih imajo radi, ali ko ne morejo opravljati dejavnosti, ki bi si jo želeli oz. ne dobijo stvari, ki si jo želijo.. Avtorici sta dokazali, da otroci znajo izraziti svoja čustva skozi glasbo. Tudi tisti otroci, ki niso sestavili svoje pesmice, so zapeli neko drugo, ki so jo že poznali. Torej ni nujno, da gre za sestavljanje pesmic, otroci lahko žalost izražajo tudi s prepevanjem ali predelavo že znanih.
Avtorici Susan Crokenberg in Adela Langrock (2001) sta želeli sta ugotoviti, kako se otroci odzivajo na konflikte med in s starši, oz. katera čustva ob tem doživljajo.
Otroci, stari med pet in pol in šest let so morali narisati vesel, žalosten, jezen in prestrašen obraz, nato pa so opisovali situacije, v katerih se počutijo malce, srednje in zelo veseli, žalostni, jezni in prestrašeni. Zatem je raziskovalec otroka spomnil na tri izmed konfliktov njihovih staršev, ki jim je bil priča in otroka prosili, naj opiše kako se je takrat počutil.
Kot negativno čustvo ki so ga doživljali, največ navedlo žalost, od tega več deklic kot dečkov. Tudi starši so svoje otroke ob sporih največkrat opisali kot žalostne. Pri podobnih eksperimentih s starejšimi otroki, se je najpogosteje pojavljala jeza, pogosto je bil prisoten tudi strah. Predšolski otroci torej situacije, v kateri se njihovi starši prepirajo, ne dojemajo še kot negativne v smislu, da bi lahko prinesla določene posledice, ampak so žalostni, ker se mamica in očka prepirata in se jim to ne zdi prav. Izkazalo se je tudi, da otrok več doživlja tista čustva, ki jih doživlja starš istega spola, bolj izrazito pa je bilo to pri deklicah.
Predšolski otroci žalost povezujejo predvsem z ločitvijo od njim ljubih in pomembnih oseb ter z nezmožnostjo opraviti nekaj, kar si želijo. Z žalostjo se spopadajo na različne načine, izpostaviti pa velja najpogostejšega, pri katerem se radi zatečejo h komu od bližnjih – navadno je to mama – in se tam potolažijo.

### Izražanje žalosti pri otrocih
Obstajajo razlike v izražanju žalosti pri otrocih in pri odraslih. Otroci so velikokrat žalostni zaradi drugačnih stvari kot odrasli, v obdobju odraščanja se tudi večkrat srečajo s kratkotrajnimi stanji žalosti. Npr. otrok, ki ni dobil sladkarije, ki si jo je močno želel, bo gotovo doživljal žalost, vendar bo ta žalost po vsej verjetnosti kratkotrajna. Pri odraslih je takšnih situacij manj, čeprav se občasno pojavljajo. Otroci žalost izražajo tudi veliko intenzivneje, vsaj dokler ne dosežejo stopnje samonadzora in zadrževanja zadovoljevanja potreb. Pogosto jokajo na glas, predvsem ko so v domačem okolju. Jokajo tudi, ko želijo kaj doseči in starši v kontekstu lahko prepoznajo, ali gre za resnično žalost ali le za sredstvo za dosego nekega cilja.
Gosselin, Maassarani, Younger and Perron (2011) so raziskovali zmožnost otrok, da v različnih situacijah aktivirajo obrazne izraze žalosti in veselja. Opravili so dve študiji. Namen
prve študije je bil raziskati razvoj kontrole obrazne mimike. Povzeli so elemente izražanja čustev po Ekmanu. Elementi obraznega izražanja žalosti vključujejo dvig notranjega dela obrvi, znižanje in približanje obrvi ter vihanje kotičkov ustnic navzdol. Meritve so opravljali z FACS (Facial Acting Coding System). Ugotovili so, da izražanje 9-letnikov še ni izpopolnjeno. Poleg tega so otroci imeli precej težav z višanjem notranjega dela obrvi, saj jih je večina privzdignila zunanji del obrvi, ta izraz pa pri izražanju žalosti v pristnih situacijah ni prisoten. Ugotovili so tudi, da imajo otroci več težav z nadzorovanjem zgornjega kot pa spodnjega dela obraza.Za izboljšanje nadzorovanja obrazne mimike pri izražanju žalosti pa ni pomembna samo starost, temveč tudi vaja. Raziskovalci so se navezali na eno izmed prejšnjih raziskav, ki so jih opravljali na odraslih, in ugotovili, da pravzaprav tudi odrasli ne morejo popolnoma nadzorovati svoje obrazne mimike in da so tudi starejši imeli več težav z dvigovanjem notranjega dela obrvi kot z drugimi obraznimi izrazi.
V drugi študiji so raziskovali zmožnost otrok, da prikažejo neko emocijo sami. Naročili so jim, naj prikažejo veselje in žalost čim bolj prepričljivo, ne da bi jim povedali,kakšne obrazne izraze naj uporabijo. Za merjenje so ponovno uporabili FACS. Otroci so dobili navodila, naj z obrazno mimiko prikažejo kako so žalostni, ko izgubijo svojo igračo.Tako starejši kot mlajši otroci so uporabili izraza vihanje ustnih kotičkov navzdol in približevanje obrvi za izražanje žalosti.Starejši otroci so uporabljali tudi višanje notranjega dela obrvi, kar ni zanemarljivo, glede na to da bi lahko uporabili katerekoli izrazne obraze. Vendar pa nobenemu otroku ni uspelo aktivirati vseh treh izrazov za izražanje žalosti, ne da bi zraven uporabili še katerega drugega, ki v teoriji ne spada k izražanju žalosti. Tako so zaključili, da otroci uporabljajo posamezne obrazne izraze v izražanju žalosti, vendar jih med seboj ne zmorejo usklajevati.

## Socializacija žalosti
Nekateri avtorji (Eisenberg, Faber, Schaller, Carlo in Miller, 1991) trdijo, da se svojevrstno prilagajanje čustev začne že v zgodnjem otroštvu; starši svoje otroke po modelu ali z usmerjenimi navodili, z besednim pritiskom ali kaznovanjem učijo, katera čustva lahko pokažejo in katera je bolje prikriti.
Tudi Michael C. Cassano in Janice L. Zeman (2010), sta se v svoji raziskavi osredotočila na primarno socializacijo žalosti in njeno povezanost s pričakovanji in spolom tako otrok kot staršev. Zanimalo ju je predvsem, kako deluje socializacija otrokove žalosti, ko otrokova sposobnost uravnavanja čustev ni takšna, kot jo pričakujejo starši. 
Ugotovila sta, da starši na otrokovo žalost redkeje reagirajo konstruktivno in spodbujajoče, če vedo, da njihov odziv ni v skladu s pričakovanji za njegov spol in starost; predvsem očetje so se v raziskavi pokazali za bolj nagnjene k takšnemu presojanju. Očetje, ki so menili, da ima njihov otrok težave z uravnavanjem izražanja žalosti, so večji del pogovora uporabljali bolj negativno besedišče za čustva kot tisti v kontrolni, prav tako pa so tudi otroci v tej skupini večkrat uporabljali besedišče, ki kaže na negativna čustva, kar se morda zgodilo, ker so se otroci prilagodili očetovemu besedišču. Pri materah se je izkazalo, da so v primeru, ko je njihov otrok s svojim izražanjem žalosti odstopal od povprečja, v večji meri spremenile svoje obnašanje do dečkov kot pa do deklic; verjetno zato, ker je izražanje žalosti v družbi bolj sprejemljivo za deklice kot za dečke. Mame so v odnosu do sinov tudi večkrat govorile o občutenju samem kot pa o dogodku in možnih načinih soočanja z občutji, kot da bi se tega na nek način zavedale.
Longitudinalno preučevan vpliv pozornosti staršev na nadaljnje izražanje otrokovih čustev v raziskavi Tare M. Chaplin, Pamele M. Cole in Carolyn Zahn-Waxler se je izkazal za pomembnega pri žalosti in zaskrbljenosti. Otroci, ki so bili v predšolskem obdobju deležni več pozornosti ob občutenju žalosti in zaskrbljenosti, so tudi kasneje bolj izražali ta čustva, ko so jih občutili. Nivo dekliških izrazov žalosti in zaskrbljenosti je ostal stabilen do druge meritve, medtem ko je izražanje žalosti in zaskrbljenosti pri dečkih upadlo za kar 50 %, kar kaže na to, da so otroci, starejši kot so, bolj podvrženi normam družbe, ki od posameznika zahtevajo njegovemu spolu prilagojeno vedenje. Ker so nekateri avtorji (Izard, 1997, Kring, Bachorowski, 1999; Malatesta,Wilson, 1988) ugotovili, da obstaja povezava med določenimi oblikami psihopatologije in posameznikovimi vzorci izražanja čustev in naj bi bila nagnjenost k izražanju podrejajočih čustev – torej tudi žalosti - povezana z vedenjem in psihopatološkimi simptomi, usmerjenimi vase (npr. depresija, skrbi, strahovi, samopoškodbe), je ob vzgoji otrok treba dobro ločiti med mero inhibicije izražanja žalosti, ki je potrebna, in pretirano, ki otroku le škoduje.

## Razlike v doživljanju žalosti glede na starost
Obstajajo razlike v stopnji izražanja žalosti v odvisnosti od starosti. Stopnja doživljanja žalosti je pri starejših višja, na kar vpliva več faktorjev. Eden od teh je stopnja vzburjenja, ki jo povzroča določen dražljaj, pri čemer mlajši dojemajo tiste z nizko stopnjo vzburjenja kot bolj neprijetne.
Naslednji pomembni dejavnik je dražljaj, vezan na tematike, ki so bistveno bolj prisotne v življenju starejših (npr. smrt in bolezen), kar ključno vpliva na večje doživljanje žalosti. Glede na slednji faktor so opazne tudi razlike v fiziološkem odzivu med starejšimi in mlajšimi. Večja vzburjenost živčnega sistema starejših oseb ob ogledu filmov o Alzheimerjevi bolezni ali žalujoči materi je tako opazna pri starejših osebah. Na drugi strani pa se stopnja žalosti med obema starostnima skupinama v določenih situacijah ne razlikuje.
Med človeškim biološkim razvojem od rojstva do smrti se spreminja tudi doživljanje emocij. Starejši ljudje veliko bolj intenzivno doživljajo žalost v primerjavi z mlajšimi. Na primer žalost je v starejših letih veliko bolj intenzivno občutena kot gnus ali jeza. Samota, šibko zdravje, izguba raznih spretnosti oz. sposobnosti in še cela vrsta drugih težav, ki se pri staranju pojavljajo, uplivajo na to, da je pri starejših ljudeh doživljanje žalosti veliko bolj intenzivno in dramatično v primerjavi z mlajšimi udeleženci. 
Nekatere raziskave v preteklosti so se ukvarjale z vprašanjem ali življenjske izkušnje oblikujejo vzorce doživljanja čustev v poznem življenjskem obdobju. Prišle so do zaključkov, da se, za razliko od kognitivnih sposobnosti, ki z leti lahko izrazito pešajo (Salthouse, 2004), frekvence doživljanja specifičnih emocij v starosti ne spreminjajo. Kljub temu, da so predhodne študije poročale o nespremenjenih pogostostih doživljanja določenih emocij z leti, pa sta Kunzmann in Gruhn (2005) prišla do zaključkov, da žalost v starosti izzovejo drugačni dogodki, kot v predhodnih starostnih obdobjih. Seider, Shiota, Whalen in Levenson (2011) pa so se lotili podrobnejše raziskave problema razlik v dogodkih, ki izzovejo žalost v poznejših letih in drugih starostnih obdobjih. Pri udeležencih so bili merjeni trije vidiki čustvene reakcije – trenutna subjektivna ocena čustvenega stanja, fiziološka reakcija in izraženo vedenje. Za stimulacijo čustvene reakcije je bilo izbranih pet filmov - štirje, ki naj bi izzvala negativna čustva (žalost in gnus) in en nevtralen, kar je zagotovilo, da so se rezultati dejansko nanašali na izzvano čustveno reagiranje. Udeležencih so glede na starost bili razdeljeni v tri starostne skupine. Uporabljen instrument za merjenje subjektivne ocene je bila ocenjevalna lestvica, na kateri je bilo potrebno označiti stopnjo trenutnega doživljanja pri vsakem od navedenih čustev (humor, jeza, zadovoljstvo, sočutje, gnus, navdušenje, strah, žalost in presenečenje; v raziskavo so bili vključeni samo podatki, ki so se nanašali na gnus in žalost). Nato so bili izpostavljeni čustvenim stimulacijam.
Med gledanjem filmov so udeležencem merili fiziološke spremembe, ki so pokazatelji čustvenih odzivov. Po vsakem od filmov so udeleženci znova izpolnjevali enako ocenjevalno lestvico kot pred gledanjem. V času gledanja filmov so bili udeleženci tudi snemani, tako da so bili njihovi obrazi v kadru dobro vidni. Analiza podatkov je pokazala statistično pomembno povezavo med starostjo in tremi merjenimi vidiki čustvenega doživljanja (rezultati ocenjevalne lestvice, fizioloških reakcij ter izraženega vedenja) zgolj pri ogledu žalostnih filmov.

## Vpliv žalosti na prehranjevanje
Vpliv čustev na prehranjevanje je tema, ki je bila predmet več raziskav. Ker se čustva med seboj razlikujejo, raziskovalci menijo, da je različen tudi njihov vpliv na prehranjevanje. Različna čustva lahko povečajo željo po hrani ali pa jo zmanjšajo. Glede na raziskave, čustva vplivajo na več značilnosti prehranjevanja; npr. željo po hrani, količino hrane, čas prehranjevanja, vrsto hrane, ki jo izberemo ter tudi na naš užitek ob hranjenju. Pri tem obstajajo tudi razlike med moškimi in ženskami in sicer naj bi bile ženske bolj podvržene hranjenju pod vplivom čustev kakor moški, čeprav med spoloma ob hranjenju v času žalosti ni večjih razlik.
Večkrat
se namreč zgodi, da zaradi žalosti se raje najemo zato, da bi nekako to žalost
potešili kot, kadar smo dobre volje. V neki raziskavi so udeležencem inducirali
žalostno počutje z gledanjem posnetkov. Za tem so jih odpeljali v sobo kjer je
bila na mizi cela vrsta različne hrane in rekli so jim, na pojejo čim več. Rezultati
so pokazali, da pred induciranjem žalostnega počutja, ni bilo bistvenh razlik
med udeleženci. Po induciranju žalosti pa so bistveno več. Raje so jedli sladko
hrano kot slano in izbirali so najbolj kalorična živila.To kaže, da je količina
hrane, ki jo jemo, ko smo žalostni odvisna še predvsem od našega temperamenta.
Različni ljudje navajajo različne odgovore, kakšen je vpliv žalosti na prehranjevanje. Nekateri takrat jedo več kot običajno, drugi pa opažajo odsotnost želje po hrani. Nekateri navajajo, da po hrani posegajo ker menijo, da jih bo hrana razvedrila.
Naslednje tri študije se osredotočajo predvsem na vnos hrane po doživetju različnih čustev npr. veselja, žalosti, jeze, itd. Potrebno je omeniti, da sta dve študiji raziskovali problem le pri ženskah, ena študija pa le pri moških.
Macht, Roth in Ellgring (2002) so primerjali vplive različnih čustev na prehranjevanje. Motivacijo za prehranjevanje, odzive na čokolado in žvečenje čokolade so raziskovali pri moških z normalno telesno težo, ki so bili popolnoma zdravi. Sodelovalo je 48 moških, starih med 19 in 45 let. Ogledali so si štiri kratke izseke iz filmov, ki naj bi v njih vzbudili žalost, jezo, strah in veselje. Po ogledu vsakega filma so takoj dobili tablico čokolade (5 g), torej so vse skupaj dobili štiri tablice. Ko so primerjali rezultate samoocen čustev pred in po filmu, so ugotovili, da so filmi sprožili določeno čustvo v sodelujočih; torej jih niso pustili ravnodušne. Ravno ta čustva pa so vplivala na količino čokolade, ki so jo zaužili. Ugotovili so, da je bila motivacija za hranjenje s čokolado večja po ogledu veselega filma, kot pa je bila po ogledu žalostnega. Zmanjšano motivacijo za hranjenje med žalostnim filmom in manjšo željo po čokoladi so raziskovalci razložili s kognitivno in motivacijsko komponento tega čustva. Žalost naj bi bila povezana z upočasnitvijo kognitivnih procesov in telesnega gibanja (Izard in Ackerman, 2000), povezana pa naj bi bila prav tako s pomanjkanjem želje po aktivnosti in odsotnostjo interesov (Frijda, 1986). Tudi odziv na okus čokolade je bil po doživljanju žalosti veliko nižji, kot po doživljanju veselja.
Pri drugi študiji so van Strien, Cebolla, Etchemendy, Gutierrez-Maldonado, Ferrer-Garcia, Botella in Banos (2013)  raziskovali ali sodelujoči pojedo več hrane po žalostni ali po veseli situaciji. V njihovi študiji so s pomočjo eksperimenta preverili razliko v količini vnosa hrane po žalostnem in veselem dogodku pri ljudeh, ki so emocionalni jedci, in pri normalnih jedcih. Udeleženci so bili študenti, ki so obiskovali predavanja na Univerzi v Valencii in Barceloni, in sicer osebe ženskega spola (N = 60). Po izpostavitvi žalostni oz. veseli situaciji, je eksperimentator udeležence prosil, da ponovno rešijo vprašalnik v sobi, kjer je bila miza z različno hrano. Udeležence so povabili, da hrano povohajo in na vprašalniku za vsako hrano posebej določijo željo, kako zelo jo želijo pojesti. Prišli so do naslednjih ugotovitev. Normalni jedci so pojedli približno enako količino hrane ne glede na to ali so bili izpostavljeni žalostni ali veseli situaciji. Na drugi strani pa so pri emocionalnih jedcih (ang.emotional eaters) ugotovili, da zaužijejo večje količine hrane po tem, ko so bila priča žalostnemu dogodku. Raziskava omenja tudi druge študije, ki govorijo o tem, da ljudje po tem ko so izpostavljeni žalostni situaciji, pojedo več sladke, kot pa slane hrane.
Pri tretji študiji pa so Sheppard-Sawyer, McNally in Fischer Harnden (2000) želeli testirati ali tragičen film, ki v sodelujočih vzbudi žalost, vpliva na vnos hrane v telo. Potrebno je omeniti, da so želeli vpliv žalosti preveriti predvsem pri kompulzivnih jedcih (ang. restrained eaters). Udeleženke v tej raziskavi so bile samo ženske (N=31). Na podlagi rešenega vprašalnika Restraint Scale (Herman in Polivy, 1980), so ugotovili, da je 12 žensk kompulzivnih jedk, 14 pa ne. Ogledale so si dva 20-minutna izseka iz filmov, eden je bil nevtralen, drugi pa je bil žalosten. Pred gledanjem obeh izsekov je vsak udeleženec dobil vrečko pokovke, ki je bila pred uporabo stehtana. Količina pokovke, ki so jo med izsekoma pojedli, je predstavljala količino vnosa hrane, ki so jo merili. Po organizaciji pridobljenih podatkov so ugotovili, da je kompulzivna skupina porabila 23,2g pokovke med nevtralnim filmom in 28,7g med žalostnim filmom, druga skupina pa je porabila 28,8g med nevtralnim in 19,4g med žalostnim filmom. Ugotovili so torej, da ljudje, ki se normalno prehranjujejo, zmanjšajo vnos hrane ob doživljanju žalosti, medtem ko kompulzivni jedci povečajo vnos hrane.
V splošnem so raziskovalci ugotovili, da ljudje, ki se normalno prehranjujejo, ob doživljanju žalosti zmanjšajo vnos hrane v telo. Prišli so tudi do dodatnih in bolj specifičnih zaključkov, saj so ugotovili, da kompulzivni jedci ob doživljanju žalosti pojedo več, kot po navadi. Prav tako so ugotovili, da čustveni jedci ob doživljanju žalosti povečajo vnos hrane v telo. Do razlik pri ljudeh, ki se prehranjujejo normalno, je lahko prišlo zaradi različnih dejavnikov. Možno je, da vzorci niso bili reprezentativni; sodelovali so, ali samo moški, ali pa samo ženske. Prav tako je možno, da se sodelujoči niso držali navodil in so npr. preden so prišli na eksperiment, jedli, čeprav jim je bilo rečeno drugače. V glavnem pa je pomembno, da sta dve od treh raziskav prišli do zaključka, da ljudje, ko doživljamo žalost, pojemo manj kot po navadi, za razliko od ljudi, ki nimajo normalnih in ustaljenih prehranjevalnih navad.
Motnje hranjenja, za katere je značilno ali prenajedanje ali pretirano odrekanje hrani, imajo svoje vzroke tudi v našem čustvovanju.
Na temo povezav med hrano in čustvenim doživljanjem je bilo izvedeno veliko raziskav. Naslednja študija je ugotavljala, kako pacienti, ki trpijo za nervozno anoreksijo, dojemajo razmerje med negativnimi čustvi in anoreksičnim obnašanjem.
Espeset, Gulliksen, Nordbø, Skårderud in Holte (2012)  so raziskovali, kako pacienti z anorexio nervoso doživljajo čustva žalosti, jeze, strahu in gnusa ter kako te izkušnje povezujejo s svojimi prehranjevalnimi motnjami. Podatki so bili pridobljeni preko delno strukturiranih intervjujev štirinajstih žensk, starih od 19 do 39 let, ki so bile diagnosticirane z anorexio nervoso. 
Rezultati so pokazali, da so se udeleženke nagibale k izražanju žalosti in jeze v medosebnih situacijah, k doživljanju jeze in gnusa do sebe ter strahu, da bi se zredile. Različna negativna čustva se pri njih kažejo v specifičnih vedenjih v povezavi z motnjami hranjenja. Pokazalo se je, da je nezadovoljstvo s svojim telesom povzročalo predvsem občutja žalosti, posledično pa je to vodilo v odrekanje hrani. Jeza je pri njih povzročala stradanje, samopoškodovanje in pretirano vadbo. Strah se je nanašal predvsem na strah pred debelostjo, zaradi česar so se odrekale hrani in stalno opazovale svoje telo. Udeleženke so se čustvom gnusa do sebe izognile s stradanjem.
Zaključek raziskave poudarja pomembnost ustreznega spoprijemanja z negativnimi čustvi. Poznavanje načina, kako pacienti z anoreksijo in drugimi motnjami hranjenja doživljajo negativna čustva in kako se ta čustva odražajo v anoreksičnem vedenju, je zelo pomembno pri zdravljenju motenj hranjenja.
Raziskava je ugotovila povezavo med žalostjo in nezadovoljstvom s svojim telesom, ki vodi v pretirano odrekanje hrani. To spoznanje lahko pomaga pri oblikovanju kar se da učinkovitega programa zdravljenja motenj hranjenja.

## Povezava med žalostjo in empatijo
Obstajajo pomembne razlike v empatičnem vedenju otrok, starih med 18 in 36 mesecev, v empatičnem vedenju ob bolečini in ob žalosti drugih. Otroci pokažejo bistveno večjo zaskrbljenost in prosocialen odziv ob žalosti, kot ob bolečini drugih. Otroci z več osebnostnimi težavami, ki imajo običajno težave s kontroliranjem emocionalnega razburjenja pokažejo v manjši meri zaskrbljenost ob bolečini druge osebe, ob žalosti pa bistveno večji socialni odziv. Tudi bolj ekstrovertirani otroci pogosteje pokažejo zaskrbljenost ob žalosti. Tudi čisto avtonomno pogojene spremembe vplivajo na doživljanje emocij drugih ljudi. Ugotovili so, da velikost zenice vpliva na dojemanje žalosti in da so ljudje, ki so bolj občutljivi na velikost zenice tudi bolj empatični, ni pa se pokazala povezava med občutljivostjo na velikost zenice in drugimi emocijami.

## Izražanje in doživljanje žalosti
Raziskovalci so ugotovili, da velikih razlik v izražanju čustev ni. Večje razlike se pojavijo znotraj kultur. Predvidevajo, da bistvenih razlik v izražanju žalosti ni, ker je žalost eno iz univerzalnih čustev, ki pa so vsaj približno enaka v večini kultur. Druga skupina raziskovalcev je ugotovila, da ženske enako močno doživljajo žalost, vendar pa je njihovo izražanje močnejše. Tega se navadijo skozi učenje. Izražanje čustev je namreč pogosto spolno pogojeno, npr. dečke že kot male učijo, da izražanje žalosti in strahu za njihov spol ni primerno, medtem ko pri deklicah tega ni. Kljub spolnim, kulturnim in še mnogim drugim razlikam, pa se vsem, ki so psihično in nevrološko zdravi, ob gledanju žalostnega izraza vzbudi amigdala (struktura v možganih), ki je odgovorna za sprejemanje teh izrazov.
Raziskovalci so ugotavljali kako barve, črte in njihova debelina ter celota risbe izražajo emocije in na kakšen način lahko na podlagi likovnih prvin prepoznamo določeno emocijo. Pri žalosti je prevladovala črna barva, ki se v simbolizaciji negativnih emocij pojavlja zelo pogosto. Sledi ji modra, ki kljub pozitivnim asociacijskim pomenom lahko označuje tudi žalost, otožnost, depresivnost, zavrnitev, odtujitev in nezaupanje. Subjekti so pri upodabljanju žalosti uporabljali tudi rjavo barvo, ki nas asociira na propad, razkroj in degradacijo. Večinsko uporabo valovitih in krožnih črt lahko interpretiramo na podlagi njune večpomenskosti. Poleg lepote in harmonije ju lahko razumemo tudi kot simbol za šibkost in melanholijo ter nasprotje ostrine in trdote. Pojavljajo se pritisk in prekinitve črt, ki so večinoma debele. Celota risbe je zaprta in simbolizira subjektovo zapiranje vase. Gostota je majhna, kar nakazuje notranjo praznino, apatičnost in pasivnost pri doživljanju žalosti. Shematični prikaz je padajoč in narekuje upad razpoloženja oziroma depresijo. Pojavljajo se tudi puščice usmerjene proti točki v središču, kar lahko označimo kot prikaz zapiranja vase. Tretji shematski prikaz pa so vzporedne vodoravne črte, ki simbolizirajo enakomernost in statičnost.V študiji se je izkazalo, da obstajajo določene zakonitosti pri grafični simbolizaciji emocij, ki je sicer odvisna tudi od subjektove osebnosti in kulturnega ozadja, a vendar lahko shematizacijo emocij uporabimo kot pristop za njihovo preučevanje.
Raziskovalci so želeli ugotoviti, kako otroci in mladostniki razumejo nadzor nad intenzivnostjo in kvaliteto štirih primarnih čustev (veselja, strahu, žalosti in jeze). Pri študiji se je izkazalo, da mladostniki pogosteje od starejših otrok, ti pa pogosteje od mlajših, omenjajo bolj zapletena pojmovanja nadzora primarnih čustev. Na isti ravni razumevanja pa ni bilo razlik med starostnimi skupinami pri razlagi za nadzor intenzivnosti čustev. Rezultati kažejo, da vse tri preučevane starostne skupine uporabljajo predvsem razlage nadzora na srednji ravni razumevanja nadzora čustev. Te narekujejo, da ima človek lahko absolutni nadzor nad svojimi čustvi in da lahko z enkratno dejavnostjo, odločitvijo ali zaključeno mislijo manipulira s svojimi čustvenimi procesi.

## Paradoks uživanja v žalostnih filmih
Paradoksna situacija nastane, ko ob gledanju žalostnega filma občutimo užitek, zadovoljstvo ali celo srečo. Nekateri avtorji člankov, ki raziskujejo omenjeni fenomen, dajejo velik pomen meta-presoji čustev ob gledanju žalostnega filma. V teh raziskavah so avtorji (npr. Hofer in Wirth ) pokazali, da so za spremembo vrednosti čustva (iz žalosti v užitek) krive dodatne miselne presoje primarnega čustva (t. j. žalost). Poleg tega se mnogi raziskovalci, npr. Schramm in Wirth , ukvarjajo tudi s tem, kaj vpliva na meta-presojo. Po mnenju nekaterih raziskav gre za situacijsko referenco filma, ki vpliva na interpretativno osnovo za meta-presojo, po mnenju drugih pa za dimenzije meta-presoje. Izvedene pa so bile tudi raziskave na področju tega fenomena glede vpliva spola . Na podlagi treh študij so raziskovalci ugotovili, da ženske in bolj ženstveni ljudje ob gledanju žalostnih filmov občutijo večji užitek, kot moški in ljudje, ki imajo bolj izraženo moškost. To se zgodi predvsem zaradi karakteristik filma in ženske spolne identitete, ki vpliva na boljše sprejemanje »ženskega« žanra. To področje je še premalo raziskano, da bi lahko imeli trdne zaključke, raziskave pa predstavljajo le delček celotnega problema, saj gre pri paradoksu žalostnega filma za zelo zapleten pojav, v katerem se povezujejo različni konstrukti. Zaradi te zapletenosti je tudi težko jasno interpretirati problem in ga razrešiti, zato do sedaj raziskovalci še niso prišli do enoznačnih zaključkov.
Ahn, Jin in Riterfeld  so želeli ugotoviti, kakšno vlogo ima žalost v procesu uživanja ob gledanju tragičnih zgodb in filmov. Žalost, doživljanje realnosti, vključenost in uživanje so merili po tem, ko so si udeleženci raziskave ogledali žalosten film. Rezultati te raziskave so pokazali, da ljudje uživajo ob tragičnih zgodbah preko dveh mediatorjev: doživljanje realnosti in vključenost. Žalost podkrepi doživljanje realnosti in poveča občutek vključenosti, zaradi česar posameznik uživa ob gledanju žalostnega filma. Počuti se del zgodbe. Uživanje ob žalostnem filmu je torej zelo subjektivno. Film s tragično zgodbo povzroči žalost, žalost je pozitiven prediktor doživljanja realnosti zgodbe in vključenosti. Občutek vključenosti je poslej pozitiven prediktor uživanja ob gledanju tragičnega filma.

## Doživljanje žalosti v fantazijski, nefantazijski in resnični situaciji
Nekatere raziskovalce je zanimalo, ali se čustva žalosti in tesnobe razlikujejo, če je dogodek, ki ju spodbudi resničen ali če ni resničen. V raziskavi  je 59 oseb (21 moških in 38 žensk) v zgodnji odraslosti ocenilo svojo stopnjo žalosti in tesnobe po gledanju štirih posnetkov (dva sta bila predstavljena kot resnična, dva pa kot fikcija) ter stopnjo žalosti in tesnobe ob spominjanju na pretekli žalostni dogodek, ki se jim je zgodil. Posnetki so bili izbrani iz štirih filmov/serij (prvi posnetek je prikazoval protagonista filma Love story, ki govori z umirajočo ženo in se zatem sooči z očetom, ki je nasprotoval poroki; v drugem posnetku iz filma Kramer proti Kramerju so opazovali otroka, ki je govoril z očetom o svojih čustvih glede ločitve staršev in bitki za skrbništvo; tretji posnetek iz filma The Larmy project je prikazoval očeta, ki je govoril o tem, kako so mučili in ubili njegovega sina, ker je bil homoseksualec; četrti posnetek iz serije Dawson`s Creek pa je prikazoval mlado mamo, smrtno bolno, ki je snemala videoposnetek za novorojenčico, da ga bo ta gledala, ko bo odrasla) in so bili udeležencem naključno predstavljeni bodisi kot posneti po resničnih dogodkih bodisi kot izmišljena zgodba.
Rezultati so pokazali, da so se udeleženci enako žalostno/tesnobno odzvali na posnetke, za katere so verjeli, da so bodisi resnični bodisi izmišljeni. To je potrdilo navajanja, da se na fikcijo odzivamo enako kot na realnost, saj z vstopom v nerealen svet avtomatsko izključimo misel, da se to ne more zgoditi. Zelo malo udeležencev je navajalo, da je že doživelo podobne situacije, le v primeru posnetka ločitve staršev je 15 od 59 oseb potrdilo, da so se z dogodkom že srečali. Rezultati nadaljnjega spraševanja tega podvzorca so pokazali, da so osebe, ki so že doživele podobno situacijo, ovrednotile posnetek kot bolj žalosten in da so pri gledanju občutile več tesnobe, niso pa pokazali razlik med nefantazijskimi in fantazijskimi posnetki. Torej so se osebe odzvale na posnetke enako intenzivno, ne glede na to ali so verjele, da prikazujejo resnične dogodke ali ne.
Raziskovalci so med drugim opazili, da so bile vrednosti pri osebnem življenjskem dogodku bistveno višje od tistih, ko so le gledali žalosten posnetek. Primerjave dobljenih rezultatov so pokazale še, da je stopnja žalosti in tesnobe posameznika v negativni korelaciji s časom, ki je pretekel od žalostnega dogodka. Osebe, ki so podoben dogodek že doživele, so navajale enako stopnjo žalosti, ne pa tudi enako stopnjo tesnobe (tesnoba je bila višja pri osebnem dogodku), ko so primerjale svojo izkušnjo s tisto prikazano na posnetku.
Raziskava je pokazala, da čeprav ni bilo razlike v stopnji žalosti in tesnobe, med gledanjem posnetkov, za katere so udeleženci verjeli, da so bodisi resnični ali ne, je imela na rezultate velik vpliv osebnostna komponenta (torej, ali so osebe dogodek že doživele ali ne). Ti podatki potrjujejo, da smo pri gledanju posnetkov žalostnih dogodkov, ki so se nam zgodili, veliko bolj čustveno vpleteni in zato čutimo višjo stopnjo žalosti ter tesnobe.

## Vpliv spola na izražanje žalosti
Vsaj vedenjska komponenta žalosti, ki se v intenzivnejši obliki odraža kot jok, pa ni odvisna samo od intenzivnosti emocije, ampak tudi od spola. Raziskave povsod po svetu potrjujejo, da osebe moškega spola jočejo redkeje, manj intenzivno, in manj časa kot osebe ženskega spola (Vingerhoets in Scheirs, 2000; Becht, Poortinga, & Vingerhoets, 2001). Moška odpornost proti joku ima vzroke v ponotranjenju z družbeno pričakovano moško vlogo. Osnovni značilnosti maskulinosti sta
restriktivna emocionalnost in stoičnost, zadrževanje emocij, ki bi lahko
indicirale posameznikovo ranljivost ali nemoč (Campbell, Santiago-Menendez,
2013). V nasprotju se tradicionalni ženski spolni vlogi pripisuje več čustvenosti in bolj nemočen
način spoprijemanja z negativnimi čustvi
Zaradi svoje redkosti se moške solze v družbi smatrajo za »bolj pristne«, saj
jih predstavniki močnejšega spola redkeje izkazujejo.
Zaključiti je možno, da je težko presojati kaj ima večji vpliv na naše doživljanje in pa tudi izražanje žalosti – osebnostne lastnosti ali dejanski dogodek v katerem se znajdemo. Kar se tiče vedenjske komponente bi morda lahko pripisali nekoliko večji pomen osebnostnim značilnostim, kar pa zadeva doživljajsko komponento je odvisno od posameznika in posamezne situacije. Dejstvo je namreč, da je doživljanje žalosti konstrukt, ki ga seveda ni moč neposredno izmeriti, njegovo preučevanje pa je zato toliko bolj zapleteno.

## Razlike doživljanja žalosti med moškimi in ženskami
Pri doživljanju žalosti so velike razlike med moškimi in ženskami. Hkrati pa je mladostništvo zelo zanimivo in delikatno obdobje glede emocij posameznika. Žalost najpogosteje povzroča jok. Pogostost joka pa je odvisna od tega kako pogosti in kako intenzivni so občutki žalosti. Puberteta je obdobje v katerem je jok najbolj pogost, saj pubertetniki doživljajo žalost bolj intenzivno in dramatično. Razlik v joku še nimamo v otroštvu, te se pojavijo komaj kasneje, pri fantkih med 4 in 6 letom. Britanska
študija, ki sta jo izvedla Campbell
in Santiago-Menendez (2013), preučuje pogostost jokanja v obdobju ko se začnejo diferencirat frekvence jokanja, in pogostost
jokanja iz žalosti in jeze. V Dekleta so imela večjo frekvenco
navajanja žalosti kot vzroka jokanja od fantov. Spolna
stereotipizacija se torej začne že v obdobju pubertete.
Druga študija (Lars Wichstrøm, 1999) raziskuje identifikacijo s spolnimi
vlogami v povezavi z depresivnim počutjem med mladostniki. Raziskava je
pokazala višje dosežke pri depresivnem počutju za dekleta. Te razlike med
dekleti in fanti so se začele pojavljati pri 13 – 14 letih in so se ohranile
med celotnim obdobjem adolescence. Adolescentna dekleta so se jasno ocenila kot
bolj feminina kot fantje. Korelacija femininosti in depresivnega razpoloženja
pri dekletih je bila najvišja v času, ko se je razlika med spoloma v depresivnem
počutju dvignila na svoj maksimum (14 let).
Moški se jočejo manj časa, manj hudo in manj pogosto kot ženske. To zato, ker so moški veliko bol sposobni zakrivat žalostna čustva. Ta zmožnost je zelo razvita zaradi tega, ker v naši družbi prevladuje mišljenje, da se »pravi moški ne jočejo«. Zaradi tega je moške tudi veliko bolj sram, če so žalostni in se jočejo v primerjavi z ženskami. Posledica tega je, da se moški namerno izogibajo žalostnih situacij, saj se bojijo, da bi se zjokali. Nasprotno pa žensk ni sram, da so žalostne in da jočejo in tudi zato lažje sočustvujejo z drugimi ljudmi, saj ni za njih žalost nobena sramota.

## Spoprijemanje z žalostjo
Znano je, da se z žalostjo spopadamo vsak na svoj način. Žalovanje naj bi potekalo po različnih fazah od zanikanja do sprijaznjenja. Vseeno pa lahko opazimo, da vsak človek iz faze v fazo napreduje različno hitro, nekateri sploh nikoli ne preidejo vseh faz. Podobno je z žalostjo, nekateri se z njo aktivno spopadejo, drugi pustijo da jih to čustvo tako prevzame, da se težko kdaj spet izvijejo iz njega, ena od možnih posledic je lahko tudi depresija. Nekateri avtorji, menijo, da v literaturi ne obstaja splošno veljavna definicija regulacije čustev. Večina teoretikov pa se vseeno strinja, da se regulacija čustev nanaša na poskuse urejanja komponent v našem čustvenem doživljanju, ki se nanašajo na pojavljanje, obliko, trajanje in moč čustva, ki ga občutimo. Uspešno uravnavanje čustva pa je povezano z optimalnim socialnim delovanjem. Učenje uravnavanja čustvenih izrazov, tako verbalnih kot neverbalnih, je izrednega pomena, saj ima lahko izražanje čustev, na način, ki krši socialne norme in pravila resne posledice. Na primer, otroci, ki ne uravnavajo svojih negativnih čustev so bolj agresivni do ostalih in zato tudi slabše sprejeti med vrstniki .
Raziskovalci so ugotovili, da posameznik občuti žalost, ko nekaj/nekoga izgubi in nima možnosti, da bi za to izgubo nekoga okrivil. Ta občutek upočasni naše fiziološke in kognitivne sisteme, da bi oseba prihranila energijo, ki jo bo uporabila za to, da se bo privadila na izgubo . Rezultati študij so pokazali tudi, da ljudje uporabljamo več strategij za uravnavanje jeze, kot pa žalosti. Najbolj uporabna strategija za uravnavanje žalosti pa je spreminjanje situacije. Sledijo strategija zbiranja informacij, pasivne in nedirenktne strategije in verbalno izražanje čustev. Ljudje večinoma uporabljajo bolj učinkovite strategije za uravnavanje žalosti, kot pa jeze. Uravnavanje žalosti je pomembno pri različnih vidikih socialnih kompetenc. Učinkovito uravnavanje žalosti je pozitivno in pomembno povezano s pozitivnimi socialnimi odnosi .
Pogosti načini uravnavanja žalosti so načrtovanje, usmerjenje v šport in samokontrola uravnavanja čustev navzven. Vključevanje v razne duhovne aktivnosti, humor in iskanje informativne socialne podpore so bolj značilni za spopadanje z jezo in srečo. Ljudje žalost pogosto zatrejo ali poskušajo spremeniti dogodek. Uravnavanje pozitivnega čustva je za večino ljudi veliko lažje in bolj učinkovito kot pa uravnavanje žalosti ali katerega drugega negativnega čustva.

### Spoprijemanje z žalostjo pri otrocih
Spopadanje z žalostjo je povezano s spolom in položajem, ki ga otrok zaseda pri sovrstnikih, ni pa spopadanje z žalostjo rasno pogojeno. Fantje večinoma poskušajo žalost pokazati v čim manjši meri, taki fantje so bili pogosto v družbi slabo sprejeti, njihovi starši pa so opažali, da imajo težave s socialno interakcijo. Nasprotno deklice žalost pokažejo veliko bolj pogosto, kar ni povezano s tem ali so v družbi dobro sprejete ali ne. Prav tako tudi pri deklicah rasa ne igra pomembe vloge glede uravnavanja čustev.

### Spoprijemanje z žalostjo s pomočjo alkohola
Posamezniki pogosto posežejo po alkoholu, da bi s tem zmanjšali svoje občutke žalosti. Raziskovalci so na podlagi rezultatov svojih raziskav prišli do zaključka, da faktor pričakovanja igra ključno vlogo pri uravnavanju občutenja žalosti ne glede na dejanski vnos alkohola. Če torej posameznik misli, da bo zaužil alkohol, zaužije pa placebo pijačo, bo uravnal svoje občutenje žalosti, kljub temu, da alkohola v resnici ni zaužil.

## Prepoznavanje žalosti preko slušnih dražljajev
Na predpostavkah pankulturne
prepoznavnosti čustev, ki so prisotna v vseh kulturah, slonijo raziskave slušno
zaznanih čustev, ki so lahko prepoznana preko govorčevega glasu, ne glede na
kulturno ozadje in lingvistično sposobnost. To so dokazali z raziskavo o neodvisnosti
izražanja čustev preko slušne zaznave, kjer so pozornost usmerili predvsem v
čustveno prozodijo, ki obsega spremembo višine glasu, glasnosti, ritma in
kvalitete glasu, pri tem so želeli zanemariti lingvističen vpliv, kar so
dosegli z nesmiselnimi stavki. Raziskava je pokazala, da je prepoznavanje
vokalnih značilnosti dober napovednik čustev. Zaradi tega obstajajo elementi,
ki univerzalno določajo čustva, ne glede na kulturo in jezik, vendar vseeno
obstaja prednost znotraj govorjenega jezika. Na to vplivajo naučene in kulturne
razlike v izražanju, tudi zaradi specifičnosti potez jezika pri poslušanju
tujega jezika, intonacijskih značilnosti, ritmičnosti in naglasa. Pankulturnost se je pokazala tudi pri primerjavi glede na izvorno bližje in oddaljene jezike,
kjer ni prišlo do odstopanje.
Razlog za visoko prepoznavo čustev z negativno valenco
izhaja iz glasovnih prepoznavanj, neodvisnih od jezika, ki so evolucijsko
podprta – signali preplaha in grožnje so potrebni za preživetje. Raziskovanje emocionalne prozodije se naslanja na raziskave, ki se
ukvarjajo s kodiranjem in dekodiranjem emocij na nevro-kognitivni ravni. Zaradi
vpliva mnogih značilnosti jezika, je bilo potrebno ustvariti veljaven dražljaj, ki bi lahko meril le emocionalno prozodijo, kar so raziskovalci dosegli z
ustvarjanjem baze vzorcev, pri čemer so bili pozorni na biološko podlago, ekspresivnost in univerzalnost vsakega čustva, da je baza lahko uporabna in
veljavna tudi za medkulturno in medlingvistično raziskovanje zvočnih dražljajev.
Pri glasovnih dražljajih na razumevanje slišanega čustva vplivajo čustvena prozodija, ki obsega
spremembo višine glasu, glasnosti, ritma in kvalitete glasu, fonetika jezika, a
tudi socialni in kulturni vpliv. Čeprav so čustva univerzalna in vseprisotna,
se pri razumevanju vendarle pojavljajo kulturne in jezikovne razlike.